# Vareille et Godet
Vareille et Godet war ein französischer Hersteller von Automobilen.

## Unternehmensgeschichte
Das Unternehmen aus Levallois-Perret begann 1924 mit der Produktion von Automobilen. Im gleichen Jahr wurden auf dem Pariser Automobilsalon zwei Fahrzeuge präsentiert. Der Markenname lautete Vagova. 1926 endete die Produktion.

## Fahrzeuge
Im Angebot stand nur ein Modell. Für den Antrieb sorgte ein Sechszylindermotor mit OHV-Ventilsteuerung und 745 cm³ Hubraum, der 38 bis 40 PS leistete. Das Fahrzeug wurde auch bei Autorennen eingesetzt.